# Amfiperateri
Els amfiperateris (Amphiperatherium) són un gènere extint de mamífers metateris de la família dels herpetotèrids que visqueren a Europa des de l'Eocè inferior fins al Miocè mitjà, fa entre 12,75 i 55,8 milions d'anys. Se n'han trobat restes fòssils a Alemanya (incloent-hi el jaciment de Messel), Bèlgica, Bòsnia i Hercegovina, Espanya (incloent-hi la província de Castelló i el jaciment dels Casots, a l'Alt Penedès), França, la República Txeca, el Regne Unit i Suïssa. A. frequens fou l'últim marsupial oriünd d'Europa. Les espècies d'aquest grup, semblants als opòssums d'avui en dia, tenien una llargada de cap a gropa d'uns 15 cm i la cua un xic més llarga, d'aproximadament 17 cm.